# Малая Западно-Сибирская железная дорога

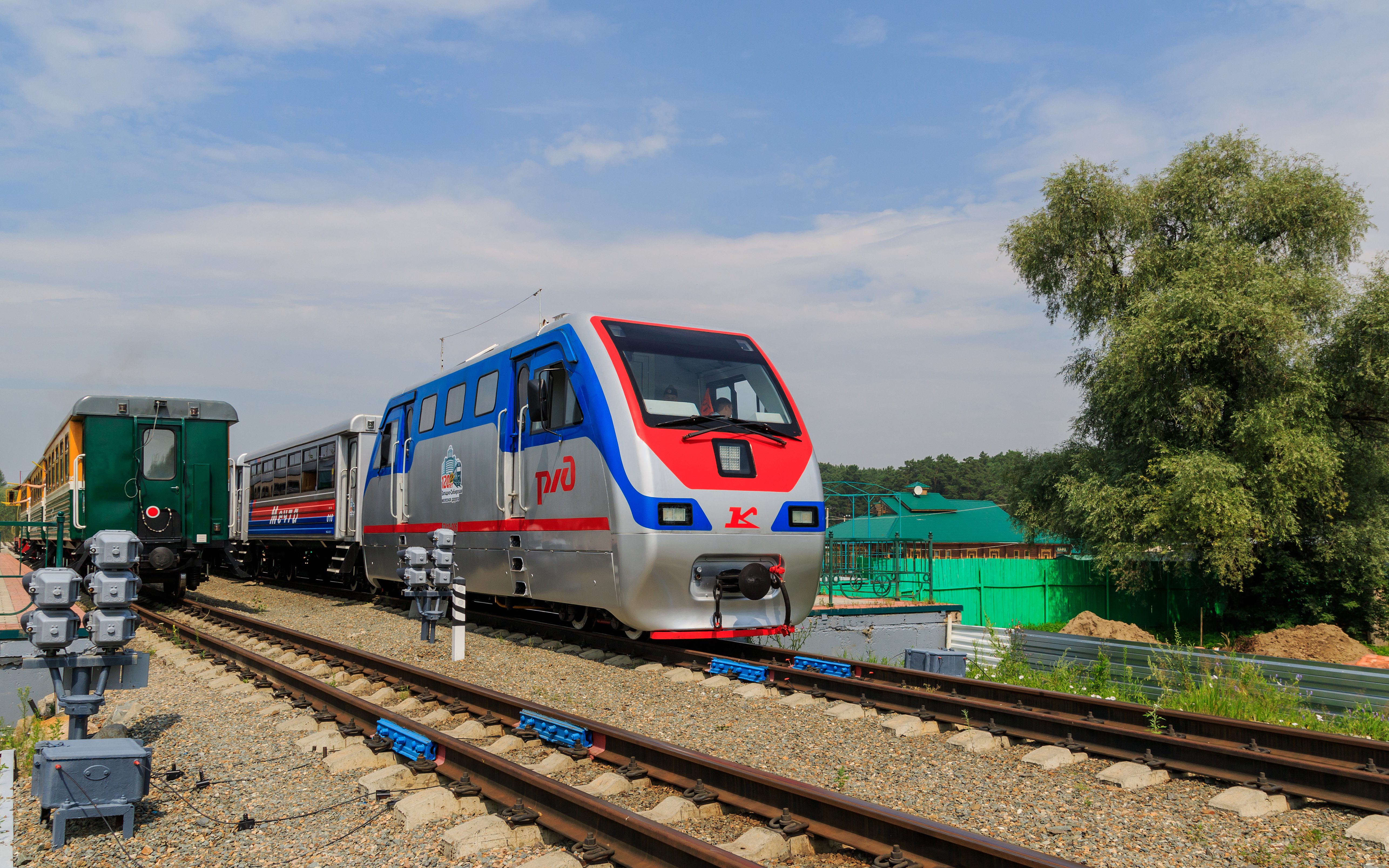
Поезда на разъезде Локомотив

Малая Западно-Сибирская железная дорога — узкоколейная детская железная дорога в городе Новосибирске.

## История
Решение о строительстве Детской железной дороги в Новосибирске было принято руководством Западно-Сибирской железной дороги совместно с администрацией города в августе 2003 года, по этому случаю в Заельцовском парке был установлен памятный камень в честь закладки детской железной дороги, хотя проект её ещё не был готов. Проектирование дороги было поручено институтам Сибгипротранс и Желдорпроект.
4 июня 2005 года состоялось торжественное открытие первой очереди Детской железной дороги, длина которой была 2 км 630 метров, а 30 июня 2005 года приказом начальника Западно-Сибирской железной дороги Детская железная дорога была введена в эксплуатацию, став двадцать третьей «малой железной дорогой» в России.
В первую очередь Детской железной дороги вошли следующие объекты:
- металлическая эстакада длиной более двухсот метров;
- 4 неохраняемых переезда;
- станция Спортивная;
- разъезд Ельцовский;
- станция Зоопарк;
- учебный корпус на станции Спортивная.

Почти всё лето 2005 года по ДЖД курсировал только один состав — поезд водили два тепловоза, прицеплённые по обоим концам состава, это позволяло обойтись без манёвров на конечных станциях. Разъезд Ельцовский поезда проследовали без остановок.
14 ноября 2005 г. ДЖД посетил президент ОАО «РЖД» В. И. Якунин.
6 августа 2006 года в день железнодорожника состоялось открытие второй очереди ДЖД длиной 2 км 670 м, построенной в сотрудничестве и взаимодействии ОАО «РЖД» с администрацией Новосибирской области и города Новосибирска.
Вторая очередь включает в себя:
- металлическая эстакада длиной более трёхсот метров;
- 2 моста общей длиной 96 метров;
- станция Заельцовский Парк;
- разъезд Локомотив;
- охраняемый переезд.

В 2015 году ДЖД исполнилось 10 лет, за всё время работы ей воспользовалось более 480 тысяч пассажиров.

## Подвижной состав
На детской железной дороге работают три узкоколейных тепловоза ТУ-7А (№ 3338, 3339, 3343) мощностью 294 кВт (400 л. с.) и массой 24 т., один ТУ-10 (ТУ10-006) мощностью 230 л.с, двенадцать пассажирских вагонов и открытый пассажирский вагон-платформа собственной разработки.
Названия поездов: «Сказка», «Юность», «Сибиряк» ,"Мечта"
Сезон движения поездов на Детской железной дороге — с 1 июня по 31 августа.

## Галерея

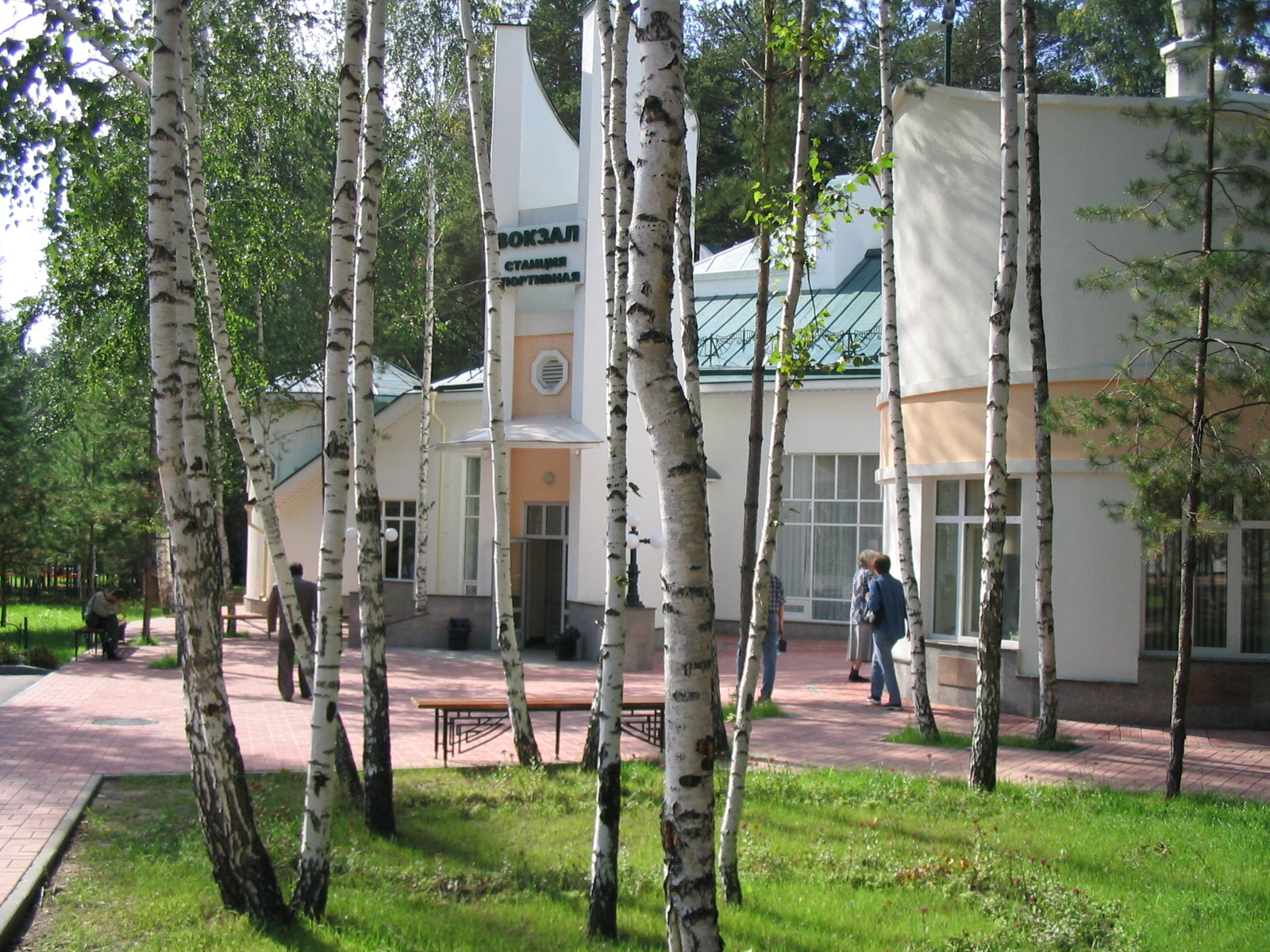
Станция Спортивная
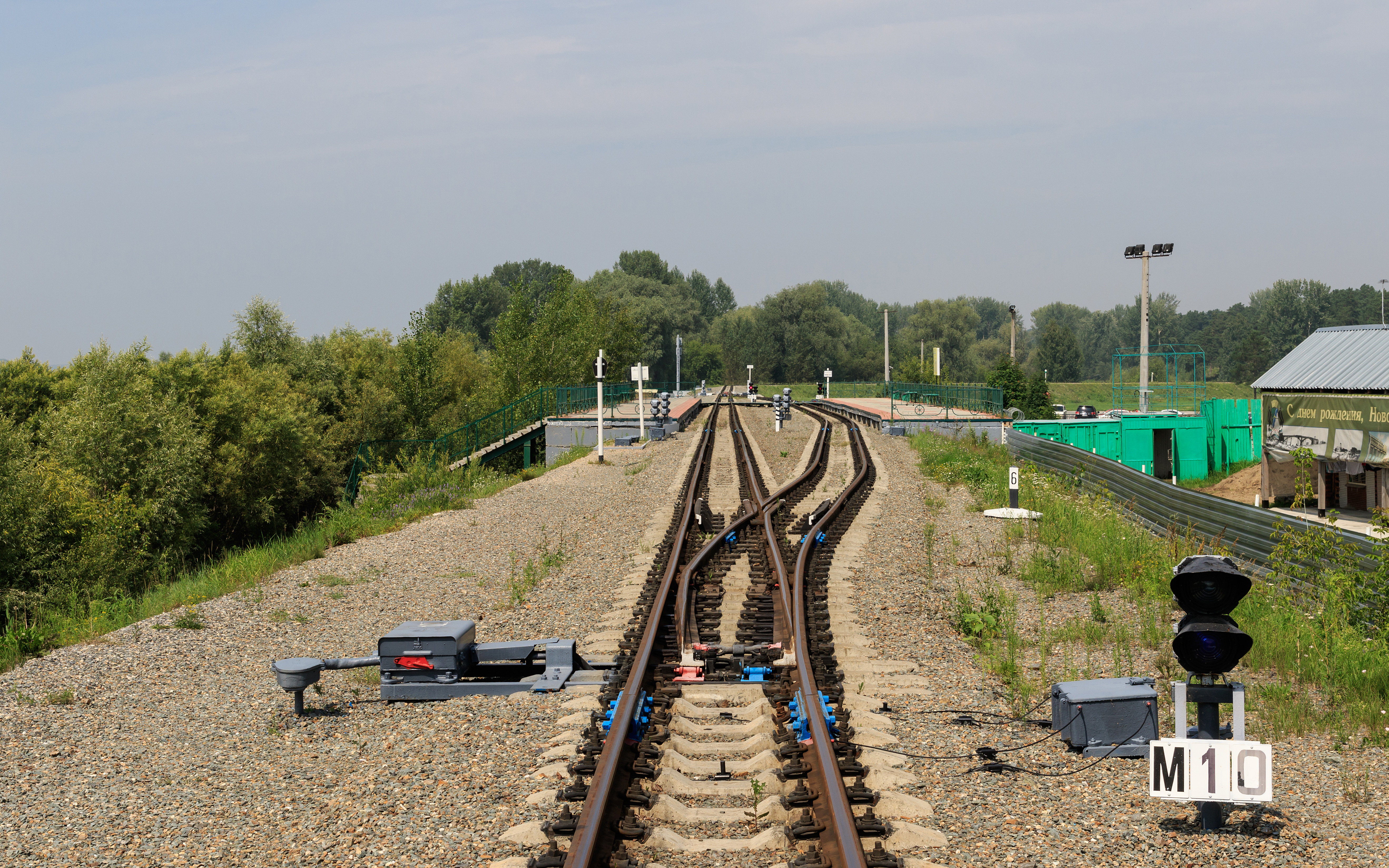
Разъезд Локомотив
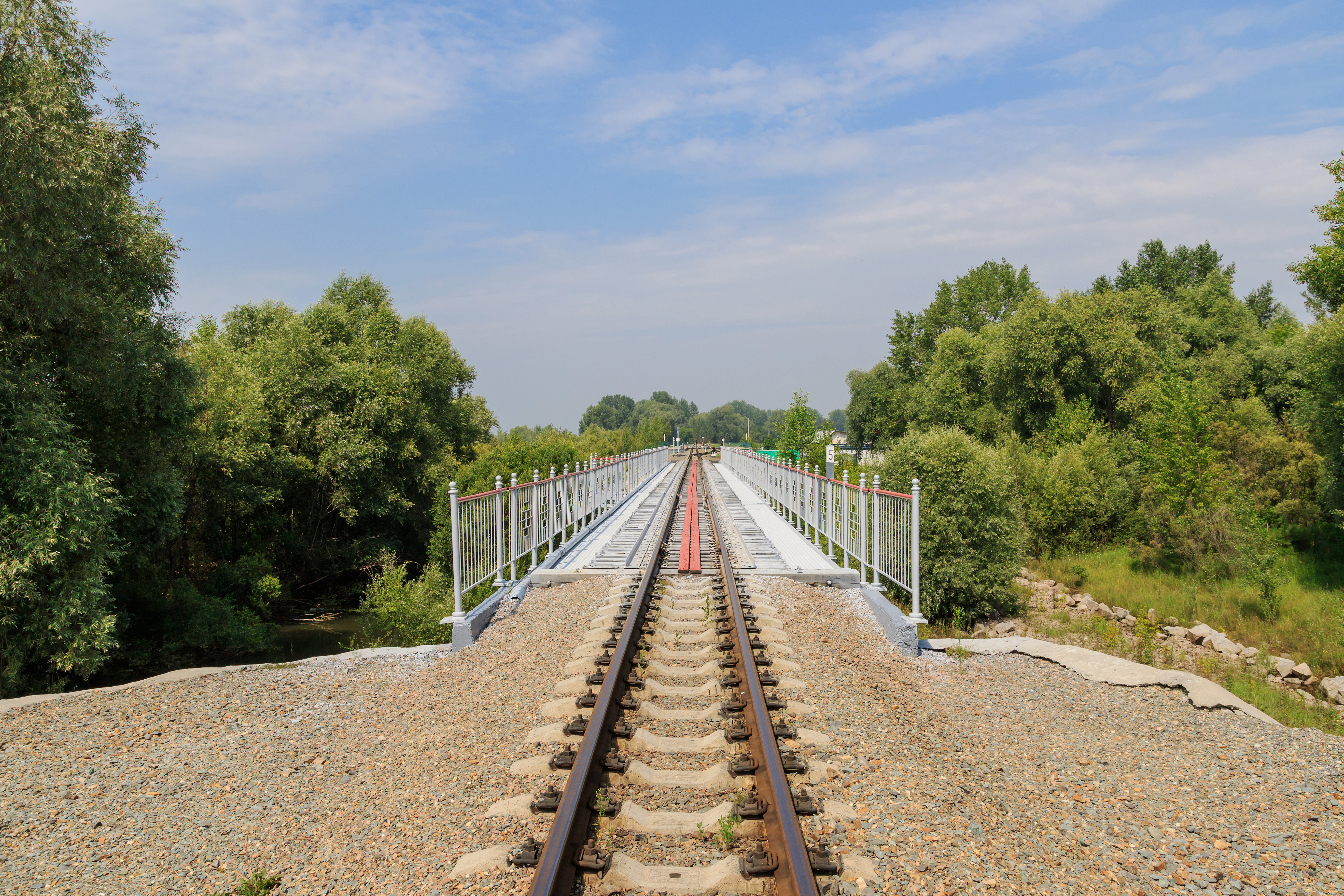
Эстакада в районе разъезда Локомотив
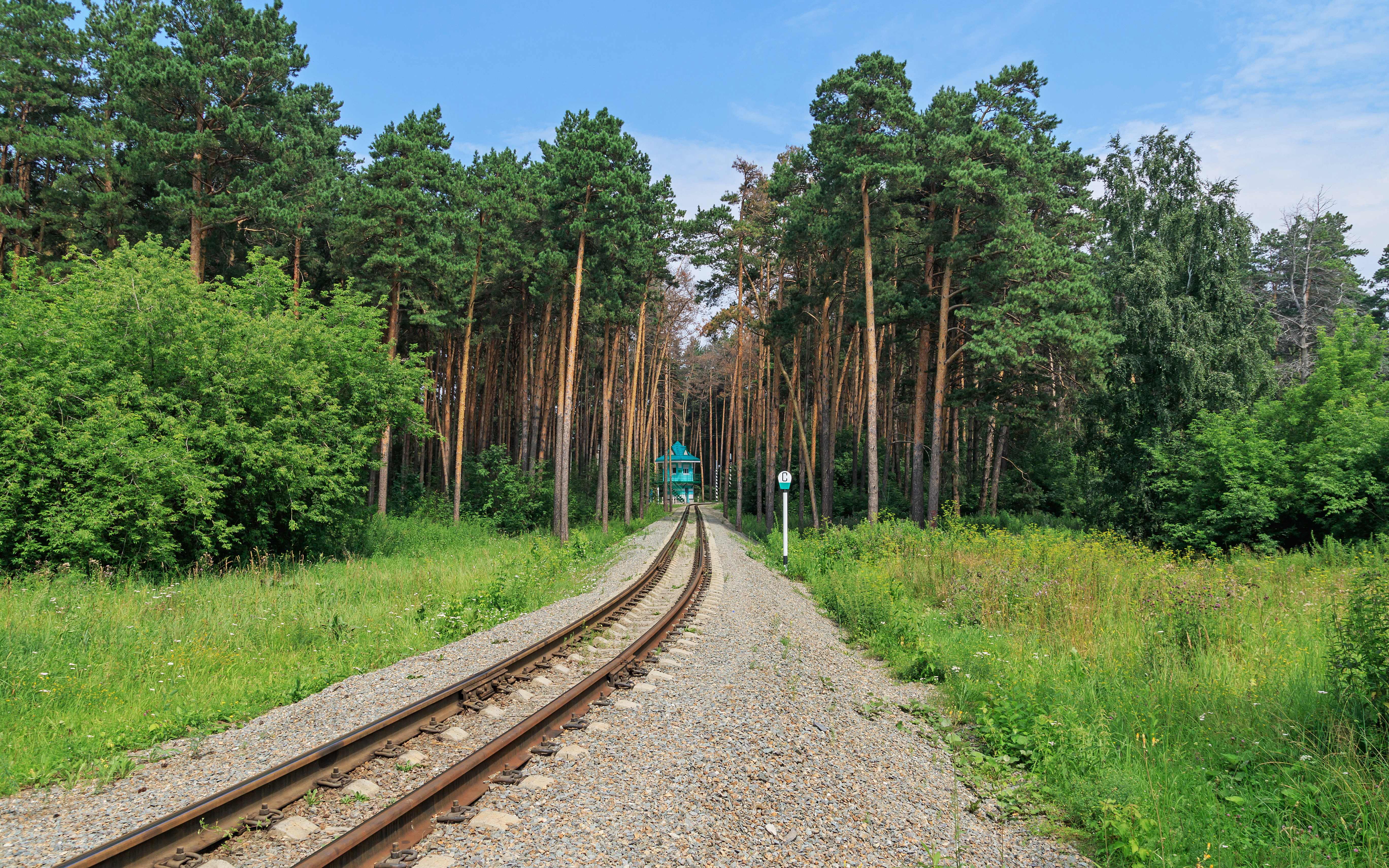
Вид на переезд
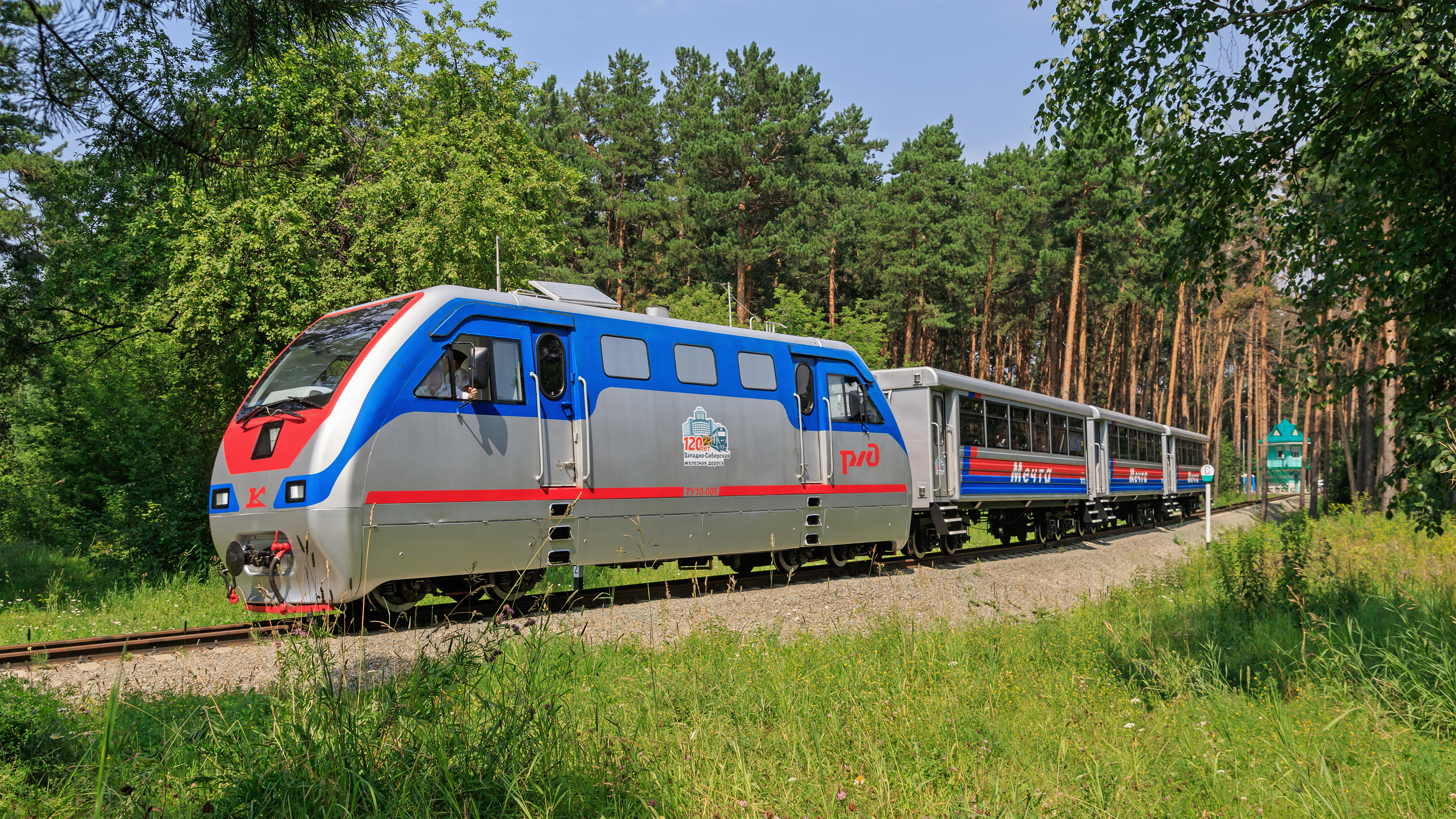
Состав с тепловозом ТУ-10
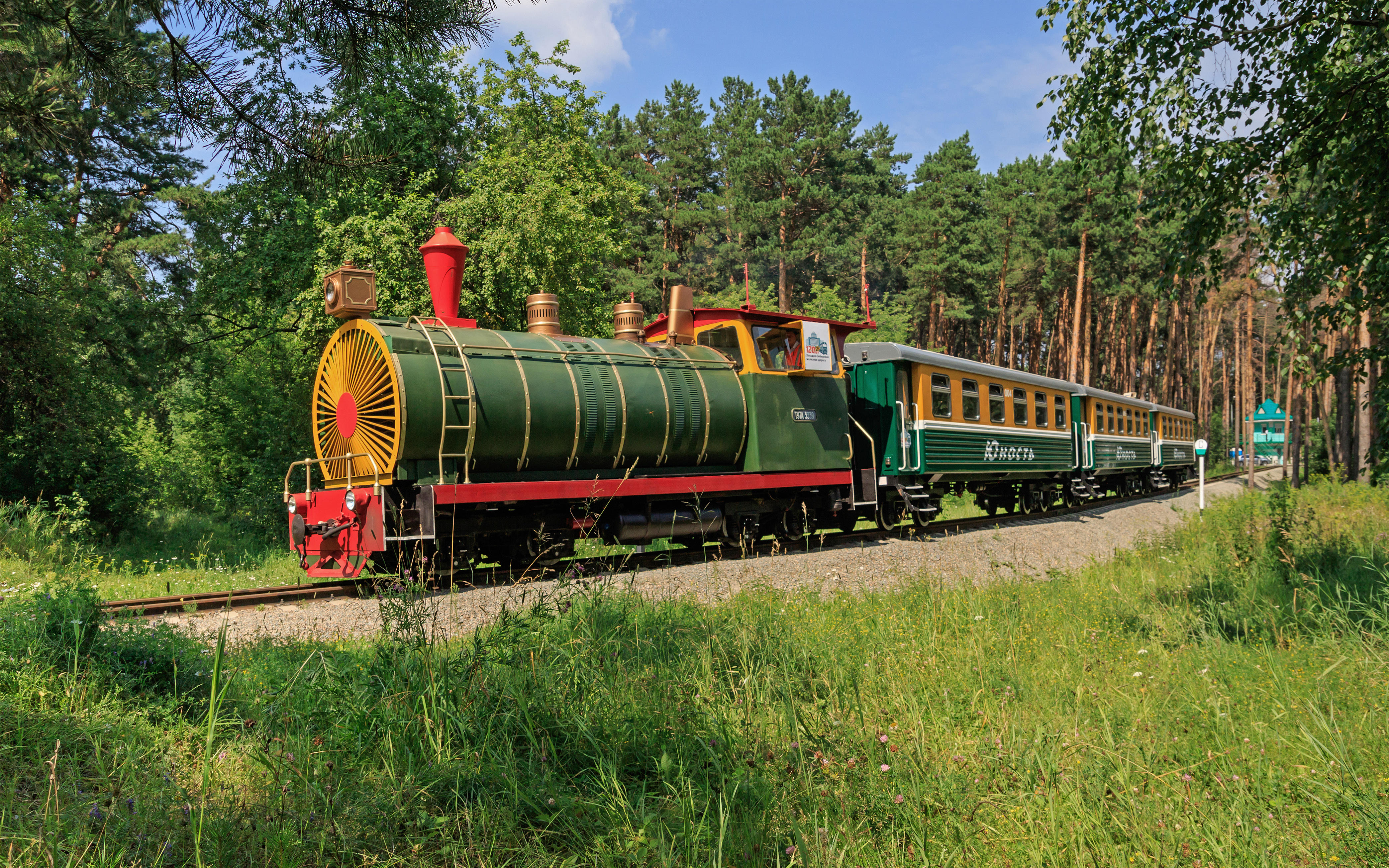
Состав с тепловозом ТУ-7